# 野口晃弘
野口 晃弘（のぐち あきひろ、1960年 - ）は、日本の会計学者。専門は財務会計。学位は、博士（経済学）（名古屋大学・論文博士・2004年）。名古屋大学大学院経済学研究科教授を経て、南山大学経営学部教授。日本学術会議会員。元国際会計教育研究学会（IAAER）副会長。

## 人物・経歴
東京都生まれ。東海高等学校を経て、1983年一橋大学商学部経営学科卒業。一橋大学大学院商学研究科修士課程修了後、1989年一橋大学大学院商学研究科博士後期課程単位取得満期退学。指導教官中村忠。
名古屋商科大学助手、同講師、助教授を経て、1994年名古屋大学経済学部助教授。2000年度から2003年度まで名古屋大学大学院経済学研究科助教授、2004年度から2022年度まで名古屋大学大学院経済学研究科教授を務めた、2008年名古屋大学大学院経済学研究科附属国際経済政策研究センター長。2016年名古屋大学大学院経済学研究科長・経済学部長。
2018年International Association for Accounitng Education and Research Vice-Presidents at-large。2020年第25期日本学術会議会員。2023年南山大学経営学部教授、第26期日本学術会議会員。

専門は財務会計で特に資本会計についての研究を行う。2004年、『条件付新株発行の会計』で、名古屋大学より博士（経済学）の学位を取得。2005年第33回日本公認会計士協会学術賞受賞。

## 著書
- 『条件付持分証券の会計』新世社 1999年
- 『ストツク・オプシヨン制度の採用に対するわが国資本市場における評価の研究』名古屋大学 1999年
- 『新株予約権制度に伴うコストの研究』名古屋大学 2003年
- 『条件付新株発行の会計』白桃書房 2004年
- 『ストック・オプションに係る会計基準の研究』名古屋大学 2005年